# Giovanni Anastasi
Pour les articles homonymes, voir Anastasi.
Ne doit pas être confondu avec Giovanni d'Anastasi.
Giovanni Anastasi (né à Senigallia le 17 mars 1653 dans les Marches, mort à Macerata le 13 mars 1704) est un peintre italien du XVIIe siècle.

## Biographie
Giovanni Anastase s'est formé à Urbino près de son beau-père Alfonso Patanazzi, un modeste peintre. Il a été protagoniste d'une carrière plutôt brillante dont l'activité a été féconde entre les vallées des fleuves Misa  et Cesano, ainsi que dans le pays pesarois, surtout à Pergola et plus au sud, à Tolentino et Macerata, où il décéda à l'âge de 51 ans, pendant la réalisation des fresques des salons des contes de Vico en (1704).

## Œuvres
- À Senigallia : Adoration des mages, Adoration des bergers, 2 toiles représentant les Miracles de saint Antoine de Padoue, Assomption avec anges et saints, Crucifixion avec saints, 2 histoires de saint Antoine, 20 toiles avec des histoires de l'Ancien Testament, Autoportrait.
- À Ostra (Ancône) : Mariage de la Vierge, deux toiles représentant deux Miracles de saint Philippe.
- À Fossombrone: Santa Rosa da Viterbo, Madone et saints.
- À Pergola : Madone avec saints, San Giovanni da Capestrano et San Pasquale Baylon, Vierge avec l'Enfant et les saints patrons de Pergola, fresques à la gloire de la sainte et figures allégoriques, décorations architectoniques et fresques dans l'abside, Martyre de saint André ;  4 toiles avec les Docteurs de l'Église.
- À San Costanzo : deux toiles représentant la Madone et les saints.
- À Urbino : deux Miracles de saint Grégoire Magne, Saint Pierre, Saint Paul, Archange Gabriel, Annonciation, Dieu le Père.
- À Tolentino : Toile du Miracle de saint Jean, 35 grandes fresques dans le cloître décrivant les Miracles de San Nicola da Tolentino.
- À Macerata : Plafonds avec fresques à sujets historiques et mythologiques.

## Liens
- Peintres nés dans les Marches

## Sources
- (it) Cet article est partiellement ou en totalité issu de l’article de Wikipédia en italien intitulé « Giovanni Anastasi » (voir la liste des auteurs).